# Jean-Loup Gervais
Jean-Loup Gervais (* 10. September 1936 in Paris; † 1. Februar 2020) war ein französischer theoretischer Physiker.
Gervais studierte Physik und Mathematik in Paris, wo er 1961 sein Diplom ablegte und 1965 in Orsay bei Claude Bouchiat und Philippe Meyer promovierte. 1966 bis 1968 war er als Post-Doc an der Universität in New York City. Schon 1960 war er bei der CNRS, ab 1970 als Maitre de Recherche. 1973 bis 1985 war er Maître de conférences der École polytechnique.
Von 1979 bis 1983 und von 1995 bis 1998 war er Direktor des Labors für theoretische Physik der École normale supérieure. Er war mehrfach Gastprofessor am City College of New York und außerdem unter anderem an der University of California, Berkeley, am Isaac Newton Institute in Cambridge (1997), an der University of California, Los Angeles (UCLA) und der University of California, Santa Barbara.
Gervais beschäftigte sich mit Quantenfeldtheorie, Supersymmetrie und Stringtheorie. 1969 untersuchte er (gleichzeitig mit Benjamin Lee) die Renormalisierbarkeit von Theorien mit spontaner Symmetriebrechung. 1971 stellte er mit Bunji Sakita eine supersymmetrisch invariante Lagrangefunktion im Rahmen der Vorläufer der Stringtheorie, den Dualen Modellen, auf. 1969 berechnete er mit Daniele Amati und Bouchiat Einschleifendiagramme in der frühen Stringtheorie. Er untersuchte auch schon Anfang der 1970er Jahre mit Sakita Stringtheorien als konforme Feldtheorien in zwei Dimensionen und in den 1970er Jahren mit Sakita Solitonentheorien als Feldtheorien kollektiver Anregungen z. B. im Rahmen von WKB-Wellenfunktionen. In den 1980er Jahren untersuchte er Solitonen (Skyrmion)-Modelle von Quarks im Grenzwert vieler Farbfreiheitsgrade (Large N Limit). Außerdem untersuchte er ab den 1980er Jahren konforme Feldtheorien (wie die Liouville-Feldtheorie), Stringtheorien und zweidimensionale Quantengravitation unter dem Aspekt exakt integrabler Systeme. Mit André Neveu untersuchte er in den 1980er Jahren auch nicht kritische Stringtheorien.
1997 erhielt er einen hohen Preis (Le Prix Créé par l´État) der französischen Akademie der Wissenschaften.
Zu seinen Doktoranden zählen die Teilchenphysiker Antal Jevicki (* 1951, Jugoslawien, Professor an der Brown University) und Adel Bilal.

## Schriften
- Herausgeber mit Maurice Jacob: Non-linear and collective phenomena in quantum physics. A reprint volume from Physics reports. World Scientific 1983
- Gervais, Jevicki und Sakita: A collective coordinaten method for the quantization of extended systems. In: Physics Reports. Band 23, 1976, S. 237